# Vincentka

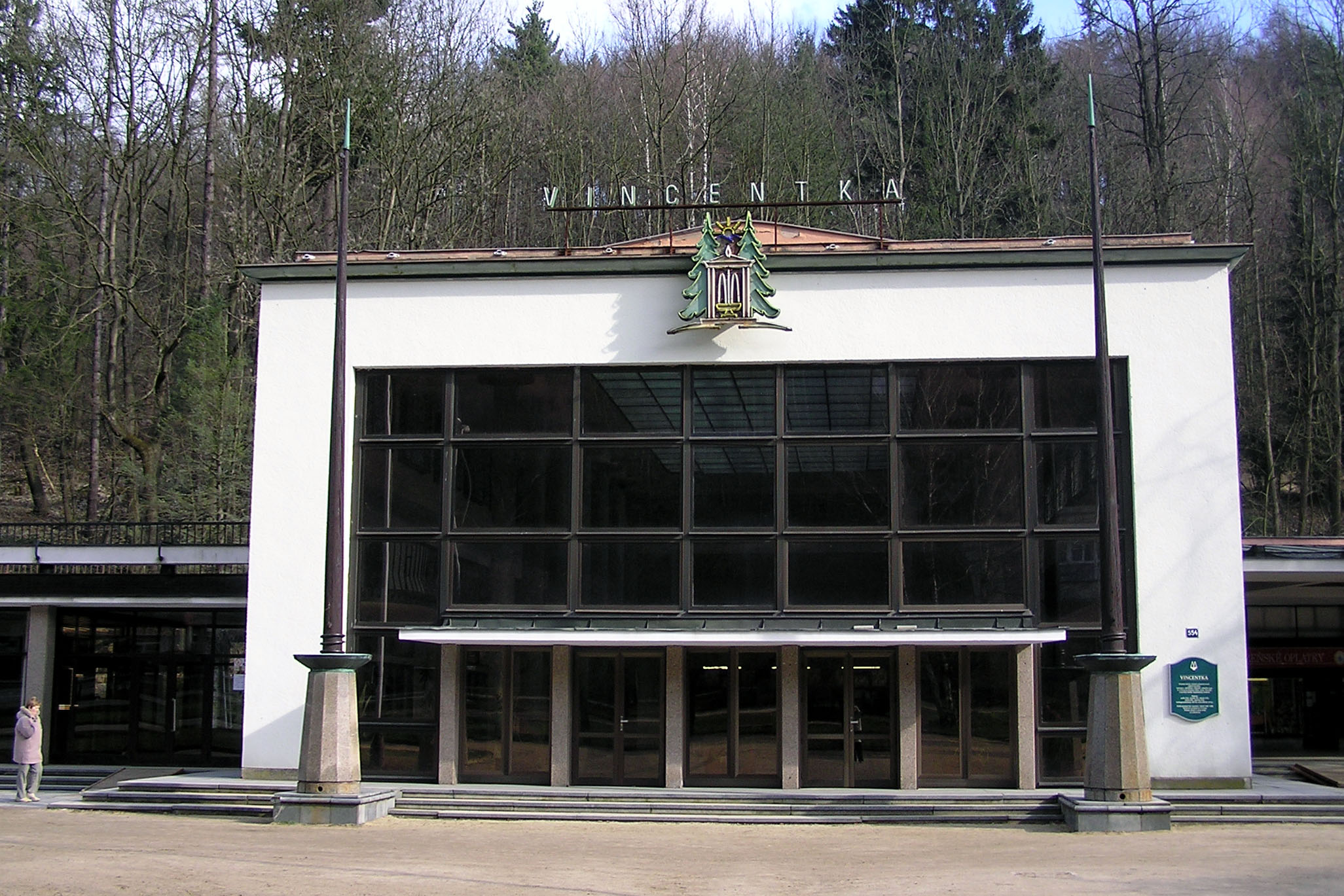
Pramen Vincentky na kolonádě v Luhačovicích.

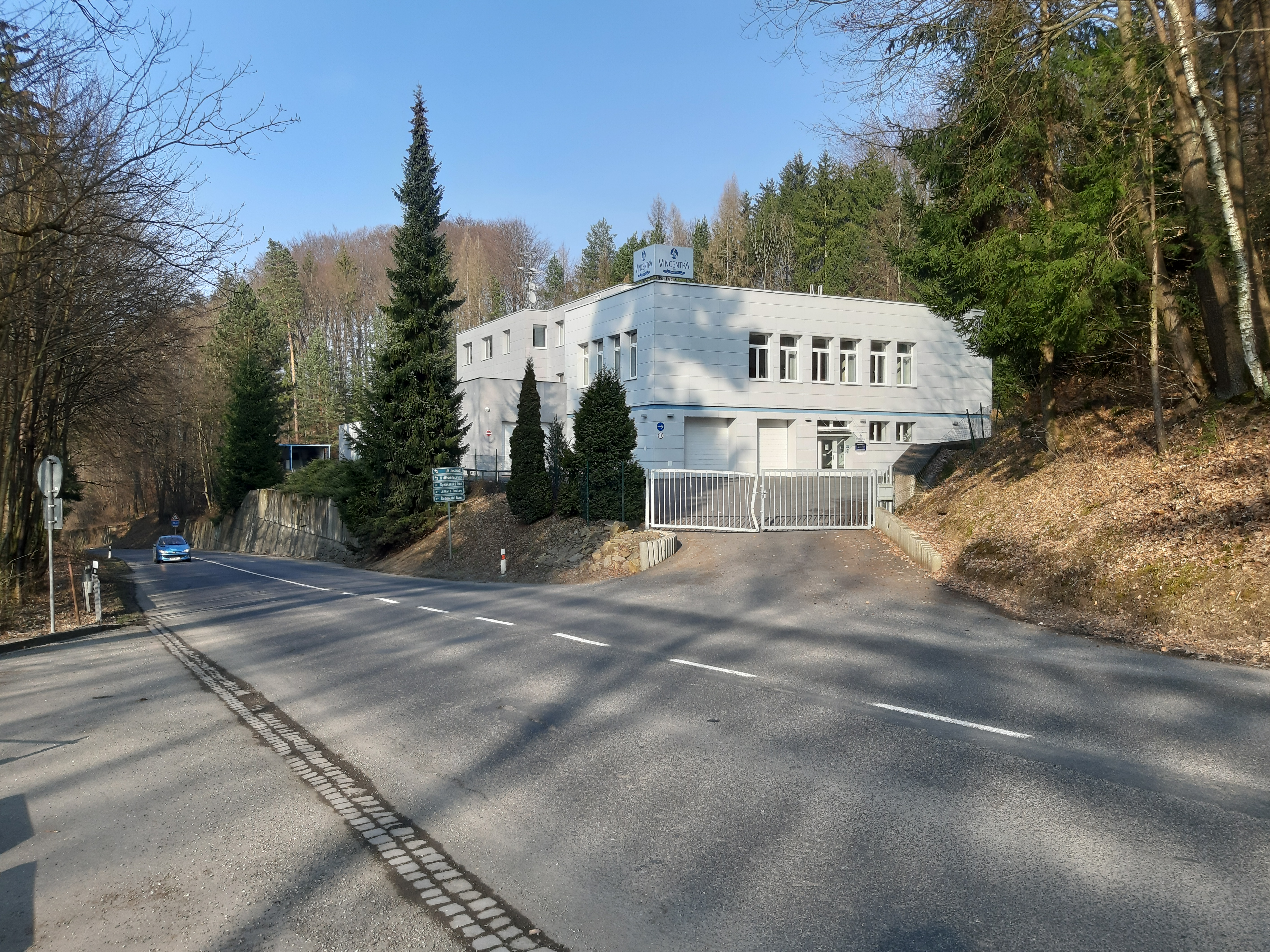
Stáčírna Vincentky - zde se voda z pramene plní do nám známých hnědých skleněných lahví, a připravuje se k distribuci. Najdete nad kolonádou v Luhačovicích.

Vincentka je přírodní léčivá minerální voda vyvěrající v lázních Luhačovice. Pramení v centru města uprostřed kolonády na břehu říčky Šťávnice. Přírodní zdroj léčivé minerální uhličité vody vincentka vyvěrá ve zřídelní struktuře lázní Luhačovic, na severozápadním podhůří Bílých Karpat, v klimaticky příhodném prostředí na okraji rozsáhlých lesních komplexů, v nadmořské výšce 256 m.
Je zbytkového mořského původu a má řadu léčivých účinků.

## Historie
Roku 1590 Luhačovice připadly rodině Bartodějských z Bartoděj. Tou dobou zde byl pramen zvaný Bublavý (dnes Amandka). První písemná zmínka o existenci léčivých luhačovických minerálních vod pochází od fyzika a lékaře Jana Ferdinanda Hertoda z Todtenfeldu. V roce 1669 vydal písemnou zprávu o chemickém složení luhačovické vody, popsal způsob pitné léčby a úspěšné výsledky léčení.
Roku 1792 se objevil název vincentka. Historie prodeje Vincentky v lahvích sahá do roku 1820. V lázeňství se používá zejména k inhalačním a pitným kúrám při nemocech cest dýchacích, dále hlasivek, poruchách výměny látkové, žaludečních vředech, nemocech dvanáctníku, při chronické pankreatitidě a diabetu. O vznik lázní se zasloužil šlechtický rod Serényiů. Koncem 18. století zde dal hrabě Vincenc postavit první léčebná a ubytovací zařízení. V první polovině 19. století začal lázně zvelebovat hrabě Jan Serényi, který pojmenoval všechny tehdy známé vody křestními jmény příslušníků rodu.

## Prameny
V Luhačovicích existují celkem tři prameny. Vincentka, Nová vincentka a Vincentka 2.

### Vincentka
Minerální voda původního pramene, dříve nazývaného jako Hlavní, je k dispozici v hale vybudované v letech 1947–1948. Podává se studená i ohřívaná, používá se k pitné léčbě a inhalacím. Kvůli vydatnosti 10–12 litrů za minutu se v současnosti tento pramen již nevyužívá k lahvování.

### Nová vincentka
Druhý pramen dosahuje podobného složení jako původní, ale díky vydatnosti 30 litrů za minutu je od roku 1991 využíván jako zdroj pro stáčírnu a plněn do lahví. 35 metrů hluboký vrt pochází z roku 1988.

### Vincentka 2
Třetí z pramenů s vydatností 40 litrů za minutu najdete západně od Jurkovičova domu. Slouží jako rezerva pro léčebné účely, ale zatím (2011) není využíván.

## Složení
Vincentka obsahuje mj. ionty sodíku, draslíku, vápníku, lithia, hořčíku, fluoru, chlóru, jódu a železa; železo je však před stáčením do lahví odstraňováno. Dosahuje celkové mineralizace téměř 10 gramů na litr. Osmotickým tlakem 634,7 kPa se blíží osmolaritě lidské krve a intracelulárních tekutin.
| Pramen         | Miner. [mg/l] | CO2 [mg/l] | Mg [mg/l] | Ca [mg/l] | Na [mg/l] | K [mg/l] | Li [mg/l] | Ba [mg/l] | I [mg/l] | F [mg/l] | Cl [mg/l] | Br [mg/l] | HCO3− [mg/l] | HBO2 [mg/l] | Poznámka                        |
| -------------- | ------------- | ---------- | --------- | --------- | --------- | -------- | --------- | --------- | -------- | -------- | --------- | --------- | ------------ | ----------- | ------------------------------- |
| Vincentka      | 9900          | 2300       |           |           |           |          | 10        | 5,8       | 6,6      | 3,4      |           |           |              | 288         | Původní pramen.                 |
| Nová Vincentka | 9854          | 2723       | 16        | 258       | 2447      | 134      | 11,1      | 6,99      | 6,36     | 3,08     | 1761      | 6,85      | 4853         | 311         | Vincentka v lahvích.            |
| Nová Vincentka | 9132          | 3610       |           | 235       | 2360      | 127      | 8,62      | 6,11      | 6,38     | 2,69     | 1610      |           | 4470         | 266         | Vincentka v lahvích z roku 2023 |
| Vincentka 2    |               |            |           |           |           |          |           |           |          |          |           |           |              |             | Rezervní pramen.                |

Voda ze všech tří pramenů patří k typu HCO3 - Cl - Na. Krom zmíněných prvků obsahuje i stopovou příměs sirovodíku.

## Použití a zdravotní účinky

### Lázeňství

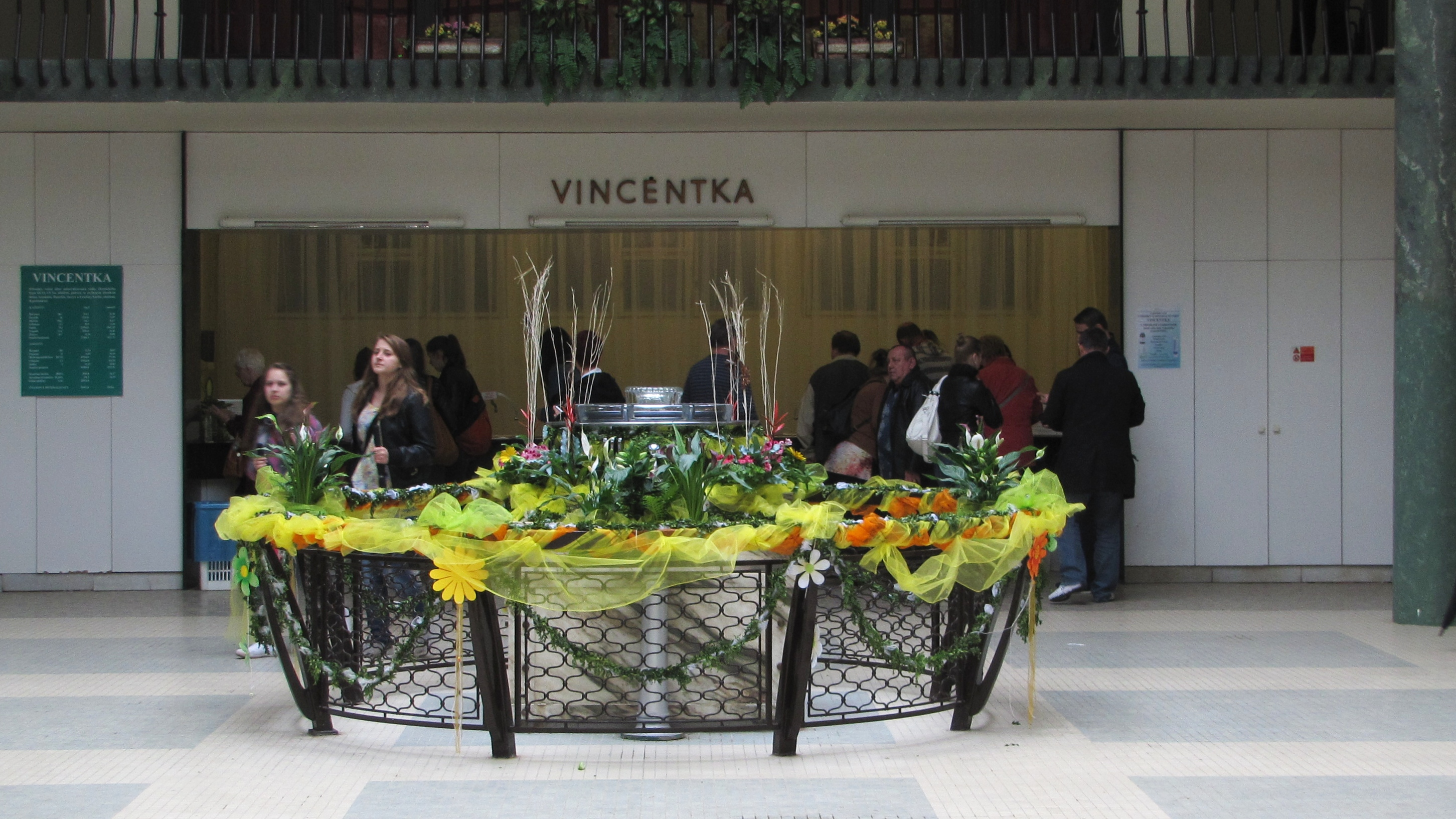
Pramen Vincentky

V rámci lázní je využívána k pitným a inhalačním kúrám při:
- onemocnění dýchacích cest a hlasivek
- chorobách látkové výměny
- žaludečních a dvanáctníkových vředech a pooperačních stavech
- vleklých zduřeních jater
- diabetes mellitus
- chronické pankreatitis

### Další využití
Vincentku lze užívat preventivně v denní dávce 200–300 ml. Jako účinná pitná kúra se užívá 2× denně na lačno (před snídaní a večeří) v množství 250–350 ml po dobu 20–30 dní. V množství 25–30 ml může být používána k úhradě denní dávky jódu. Díky obsahu minerálních solí je používána jako k regeneraci po velkých ztrátách potu. Neutralizuje překyselení žaludku (např. po konzumaci kávy nebo vína). Doporučuje se ke kloktání, inhalacím a výplachům nosních dutin a nosohltanu. Je vhodná i pro děti, těhotné ženy a rekonvalescenty. Kontraindikována je u lidí se selhávajícími ledvinami; osoby s onemocněním ledvin nebo otoky dolních končetin by se před použitím měly poradit s lékařem.

## Dostupnost
Vincentka je dostupná návštěvníkům lázní u původního pramene Vincentka v hale Vincentka, která je součástí luhačovické kolonády. Lahvovaná pochází z pramene Nová vincentka a distributorem pro ČR a SR je společnost Kofola. Prodává se také v nosních sprejových aplikátorech, je přidávána do zubních past a pastilek Vincentka.